# God the Lux
God the Lux är black metal-bandet Vesanias tredje album, utgivet 2005 genom skivbolaget Napalm Records.

## Låtlista
1. "Rest in Pain" - 5:31
2. "Posthuman Kind" - 3:37
3. "Lumen Clamosum" - 1:54
4. "God the Lux" - 4:01
5. "Synchroscheme" - 5:22
6. "Phosphorror" - 3:46
7. "Lumen Funestum" - 1:31
8. "The Mystory" - 4:54
9. "Fireclipse" - 5:36
10. "Lumen Coruscum" - 0:31
11. "Legions Are Me" - 3:25
12. "Inlustra Nigror" - 25:59

## Banduppsättning
- Orion - Tomasz Wróblewski - sång, gitarr
- Daray - Dariusz Brzozowski - trummor
- Heinrich - Filip Hałucha - bas
- Siegmar - Krzysztof Oloś - keyboard